# 巴巴尔普尔
巴巴尔普尔（Babar Pur），是印度德里North East县的一个城镇。总人口43364（2001年）。

## 人口
该地2001年总人口43364人，其中男性23540人，女性19824人；0—6岁人口6788人，其中男3691人，女3097人；识字率65.67%，其中男性为70.77%，女性为59.61%。